# De Grote Podcastlas
De Grote Podcastlas is een Nederlandstalige podcast die sinds november 2021 wekelĳks wordt uitgezonden. In de podcast wordt iedere week een onafhankelijk land besproken. De Grote Podcastlas werd in 2022 en 2023 genomineerd voor een Dutch Podcast Award. In 2023 werd De Grote Podcastlas ook genomineerd voor een Columbus Travel Award. In 2024 won De Grote Podcastlas de prijs voor Beste Onderwijspodcast en hoorde het bij de podcasts met de meeste stemmen voor de RadioRing voor Beste Podcast.

## Inhoud
De podcast wordt gemaakt door drie geografen. Zĳ bespreken iedere week een ander onafhankelijk land, waarin ze proberen om een zo goed mogelĳk beeld te schetsen van het land in kwestie. De opzet van de afleveringen is altĳd hetzelfde en bestaat uit de volgende segmenten:
1. Paspoortje, een segment met algemene informatie over het land, zoals de oppervlakte, taal, religie, ligging en relatieve grootte;
2. Demografie, geschiedenis, politiek;
3. Natuur, economie, toerisme;
4. Kunst, keuken, sport.

Aan het einde vragen de presentatoren elkaar wat het land in kwestie uniek maakt en wat zĳ zouden doen als ze één dag in het land zouden zijn.

## Speciale afleveringen
Naast de reguliere afleveringen over landen, zijn er ook speciale afleveringen gemaakt met personen die op enige wijze betrokken waren bij bijvoorbeeld geografie of internationale relaties. Zo waren er specials met Maersk-kapitein Peter Boelens, Bram van Ojik, Olaf Koens, Jelle Brandt Corstius, Ruben Terlou, Suzan Yücel, Carmen Gonsalves, Eva Rammeloo, Egbert van der Zee, Karel van Oosterom, Erik Mouthaan, Arco Gnocchi, Chris Zegers, Eelko IJsselstein, Felix Pot, Femke Halsema en Rob Jetten. In het najaar van 2024 maakte De Grote Podcastlas samen met de geschiedenispodcast Alle Geschiedenis Ooit een driedelige special ter gelegenheid van de 35-jarige herdenking van de val van de Berlijnse muur.

### Provincies
In het kader van de Provinciale Statenverkiezingen van 2023 zijn er 12 provincie-afleveringen gemaakt. Deze hadden dezelfde opzet als de afleveringen over landen, maar waren korter. Voor deze serie werd onder andere samengewerkt met RTV Utrecht, AT5 en Waterschap Amstel, Gooi en Vecht.

### Wereldsteden
Als afwisseling van de landenafleveringen, zijn er ook speciale afleveringen over wereldsteden. In december 2022 en januari 2023 kwamen de afleveringen over New York en Moskou online. Later kwamen Hong Kong, Parijs, Caïro, Mumbai, Londen, Beijing, Istanbul en Seoel daarbij.

### Werelddelen
Ter gelegenheid van de verkiezingen voor het Europees Parlement, is in juni 2024 een speciale aflevering over Europa uitgebracht. In mei 2025 volgde een aflevering over Afrika.

### De Kleinste Podcastlas
In juli 2025 kwamen tien kleine afleveringen online over populaire vakantielanden in Europa, speciaal voor kinderen in de leeftijd van 8 tot 12.

## Boek
In juni 2024 bracht De Grote Podcastlas samen met satirisch nieuwsmedium De Speld een boek uit, getiteld De wereld: het boek. In deze landengids worden alle landen van de wereld op de hak genomen. In het jaar rond de lancering van het boek verschijnt ook een wekelijkse column van de auteurs in De Volkskrant, de rubriek Landgenoten, waarin iedere week een land ter sprake komt dat in het nieuws is.